# Olympisches Feuer (Zeitschrift)
Olympisches Feuer (OF) ist eine Zeitschrift der Deutschen Olympischen Gesellschaft (DOG). Inhaltlich beschäftigt sich das Magazin mit olympischen oder artverwandten Themen aus den Bereichen Sport, Gesellschaft, Kultur und Geschichte.
Die Zeitschrift erschien zunächst jeden Monat, dann um das Jahr 2000 jeden zweiten Monat und zuletzt bis 2016 viermal jährlich in einer Auflage von 5.000 Exemplaren (Stand 02/2013). Sie war nicht am Kiosk erhältlich, sondern wurde den Mitgliedern der DOG bis Frühjahr 2017 postalisch zugestellt. Auf der Website der DOG stehen die Hefte aber auch im PDF-Format zum Download kostenlos bereit. Die erste Ausgabe erschien 1951, Chefredakteur war damals Sportfunktionär Carl Diem. 
Dem Herausgeberkollegium gehörten Michael Gernandt und Steffen Haffner an, beide Ex-Sportchefs der Süddeutschen Zeitung und der Frankfurter Allgemeinen Zeitung. Das Magazin wurde von einer vierköpfigen Redaktion aus dem Dreieicher Peter Kühne Verlag gestaltet (Stand 03/2014), die Artikel stammten aber auch von Sportlern oder Funktionären.
Dr. Thomas Bach ließ bei seinem Amtsantritt 2006 als Präsident des aus den Nationalen Olympischen Komitee (NOK) und dem Deutschen Sportbund (DSB) neu formierten Deutschen Olympischen Sportbunds (DOSB) durch seinen Generalsekretär Michael Vesper die jährlich ausbezahlten 50.000 Euro Zuschuss für die Druckkosten streichen, weil ihnen Inhalte dieser Zeitschrift zu NOK- und DSB-kritisch waren. Dadurch gingen der DOG nach und nach wichtige Anzeigenkunden für die Restfinanzierung des O.F. verloren. Zusätzliche Dissonanzen mit den maßgeblichen Beitraggebern, deren noch ausstehenden Honorarforderungen, zwangen das DOG-Präsidium zur Aufgabe. Im Herbst 2017 erfolgte die Kündigung des langjährigen Chefredakteurs Harald Pieper (Neu-Isenburg), welcher das OF bis zur vorerst letzten Print-Ausgabe 1/2017 zu einer der wichtigsten Sport-Zeitschriften Deutschlands gemacht hatte.
Seit März 2020 erscheint unter der Leitung des früheren TV-, Radio- und Print-Sport-Journalisten und DOG-Präsidiums-Mitglieds Hans-Joachim Lorenz (Berlin) das ´Olympische Feuer` ständig aktualisierbar in digitaler Form.